# Jerzy Sterczyński

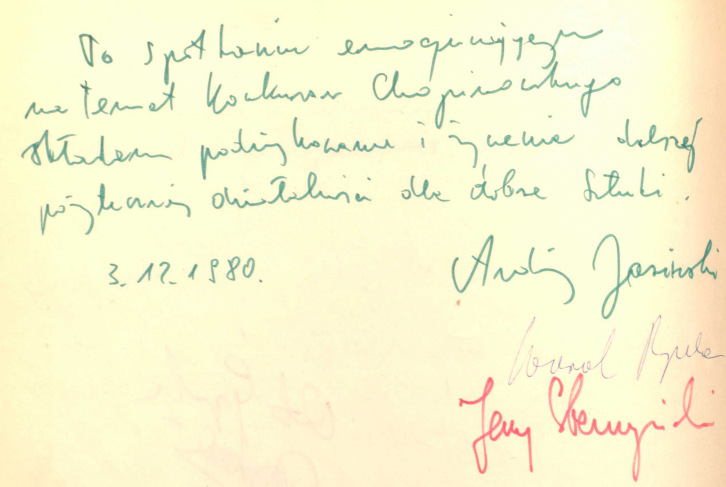
Podpis Jerzego Sterczyńskiego pod dedykacją Andrzeja Jasińskiego w Kronice Klubu Związków i Stowarzyszeń Twórczych

Jerzy Sterczyński (ur. 29 października 1957) – polski pianista i pedagog. 

## Wykształcenie i działalność artystyczna
Urodził się w rodzinie o tradycjach muzycznych: jego dziadek w 1928 r. ukończył Konserwatorium w Krakowie w klasie organów, matka – Uniwersytet Jagielloński jako muzykolog. Ukończył szkołę muzyczną w Bielsku-Białej oraz Państwową Wyższą Szkołę Muzyczną w Katowicach, kształcąc się pod kierunkiem Zdzisława Tanewskiego, Wiesława Szlachty oraz Andrzeja Jasińskiego. Studia ukończył z wyróżnieniem w 1981 roku. Naukę kontynuował w Londynie jako stypendysta British Council.
Otrzymał II nagrodę na Międzynarodowym Konkursie Pianistycznym w Saragossie.

## Działalność pedagogiczna
Jako profesor nadzwyczajny prowadzi klasę fortepianu na Uniwersytecie Muzycznym Fryderyka Chopina w Warszawie, gdzie w latach 2005 -2012 był dziekanem Wydziału Fortepianu, Klawesynu i Organów.